# Matány Antal
Matány Antal, teljes nevén: Matány Antal József (Budapest, 1890. július 18. – Budapest, 1944. december 9.) magyar színész.

## Élete
Id. Matány Antal és Stramaveger Jozefa fia. 1908-ban Sziklay Kornélnál lépett először színpadra. 1910-ben Erdélybe ment és Fehér Károly társulatához csatlakozott. Ezután Füredi Béla és Almássy Endre voltak az igazgatói. 1912-től 1914-ig a Pécsi Nemzeti Színházban játszott mint énekes színész, majd az első világháborúban harcolt. Miután a frontról visszatért, 1917-től az Andrássy úti Színház, 1918-tól a Fasor Kabaré művésze volt. 1920-tól a Belvárosi Színházban, 1921-től a Király Színházban játszott táncoskomikusként. 1922-től 1925-ig a Blaha Lujza, 1925–27-ben újból a Belvárosi Színház, majd 1927-től haláláig a Nemzeti Színház tagja volt, itt idősebb komikus szerepekben láthatta a közönség. 1921-től évekig az Országos Színészegyesület tanácsosaként is dolgozott. 1941. július 15-én Budapesten, a Józsefvárosban házasságot kötött a nála 11 évvel fiatalabb Sándor Böske színésznővel.

## Fontosabb színházi szerepei
- Baracs Matyi (Gárdonyi Géza: A bor)
- Lancelot Gobbo (Shakespeare: A velencei kalmár)
- Ragueneau (Rostand: Cyrano de Bergerac)
- Fábián (Szép Ernő: Patika)

## Filmszerepei
- Arséne Lupin utolsó kalandja (1921) – Clifford mérnök
- Szenzáció (1922)
- A falu rossza (1937) – cigány
- Kölcsönkért férjek (1941) – Komlós titkára
- Szíriusz (1942) – osztrák nemes
- Külvárosi őrszoba (1942) – Karcsi barátja
- A harmincadik... (1942) – Vas Elek bányamérnök
- Késő (1943) –  szolga az Akadémián
- A 28-as (1943) – Tivadar, Ibolyka férje
- Orient express (1943) – Misi, sokgyermekes családapa
- Rákóczi nótája (1943)
- Magyar sasok (1943) – nyomozó